# Hodal
Hodal è una città dell'India di 38.306 abitanti, situata nel distretto di Faridabad, nello stato federato dell'Haryana. In base al numero di abitanti la città rientra nella classe III (da 20.000 a 49.999 persone).

## Geografia fisica
La città è situata a 27° 53' 60 N e 77° 22' 0 E e ha un'altitudine di 189 m s.l.m..

## Società

### Evoluzione demografica
Al censimento del 2001 la popolazione di Hodal assommava a 38.306 persone, delle quali 20.481 maschi e 17.825 femmine. I bambini di età inferiore o uguale ai sei anni assommavano a 6.757, dei quali 3.636 maschi e 3.121 femmine. Infine, coloro che erano in grado di saper almeno leggere e scrivere erano 21.845, dei quali 13.700 maschi e 8.145 femmine.